# Puerto de Paita
El puerto de Paita es un puerto marítimo de la costa norte del Perú, en el Pacífico. El puerto es perteneciente a la ciudad de Paita, la que a su vez está ubicada en el departamento de Piura, al norte del país.
Es el segundo puerto nacional, después del Callao, en cuanto a movimiento de contenedores y el quinto en movimiento total de carga. El puerto de Paita es el principal puerto del norte peruano, movilizando contenedores de importación y exportación (principalmente productos hidrobiológicos y agrícolas) y carga general.
En el primer trimestre del 2009 fue concesionado al consorcio luso-peruano Terminales Portuarios Euroandinos (TPE), que firmó el contrato en septiembre de ese año.
En el 2018, el movimiento portuario en el puerto de Paita fue de 274,151 TEU ubicándose en el puesto 42 en la lista de actividad portuaria de América Latina y el Caribe.

## Ubicación
El puerto de Paita está localizado en la provincia de Paita, a 56 kilómetros de la ciudad de Piura en el departamento del mismo nombre. Su posición geográfica es 81° 6′ 23″ longitud O y 5° 5′28″ latitud S al extremo noreste de Perú. 
La ubicación geográfica del puerto determina como la zona natural de influencia a las regiones de Amazonas, Cajamarca, Lambayeque, Piura, Tumbes y San Martín.

## Historia
Este terminal portuario fue construido en 1966 y remozado en 1999. Dado que en el año 2008 fue bajado de la categoría de ámbito y alcance nacional a regional, fue suspendido el proceso de privatización que Proinversión  había iniciado ante la solicitud de la Autoridad Portuaria Nacional.

## Remodelación del puerto
Tras el proceso de concesión la empresa Terminales portuarios euroandinos se comprometió a una inversión de US$155 millones, las obras de modernización del puerto de Paita se inauguraron en octubre de 2014, lo que ha permitido triplicar el rendimiento de la terminal, hasta 70 contenedores por hora/nave, desde los 22 contenedores por hora/nave del 2009. 
Todo esto corresponde a la etapa 1 del contrato concesión, la construcción del muelle de contenedores que comprende el dragado a menos de 13 metros, un amarradero de 300 metros, un patio de contenedores de 12 hectáreas y la instalación de una grúa pórtico de muelle y dos grúas pórtico de patio y equipamiento menor.

## Servicios
Luego de la concesión y el proceso de remodelación de la infraestructura el puerto ofrece servicios para naves y carga

### Servicios a la Nave
Los servicios a la nave prestados en el terminal comprenden el atraque, operación  de carga, aprovisionamiento, reparaciones, zarpe y demás actividades y/o  suministros necesarios para la atención de las naves.

### Servicios a la Carga
Comprende los servicios de descarga y/o embarque, transferencia interna de carga, manipuleo así como la utilización de la infraestructura del Terminal y cualquier otro servicio aplicable a la carga movilizada en el terminal.

#### Etapas de inversión
Segunda Etapa
En julio de 2016 se pusieron en operación tres nuevas grúas pórtico en el puerto, lo cual forma parte de los compromisos de inversión y obras de la segunda etapa de inversión en este terminal. Se trata de una grúa pórtico de muelle y dos grúas pórtico de patio en la que se han invertido más de US$ 20.80 millones. Con estas grúas pórtico se mejorará la atención de la carga de los agroexportadores del norte del país, además de reducir el tiempo de estadía de las naves en terminal, lo que llevará a reducir costos y aumentar la productividad del puerto.
Tercera Etapa
Una vez el Puerto alcance movimientos anuales de 300,000 TEUS, se iniciará la III etapa de inversión, proyectada para 2021. En ella, se considera aumentar el frente de atraque del Nuevo terminal y la compra de nuevos equipos.
Cuarta Etapa
Las obras en el puerto de Paita continuaran durante el periodo remanente. TPE seguirá un plan de inversiones completando los US$100 millones en obras adicionales que estime necesarias para operar el Puerto.